# オルサーラ・ディ・プーリア
オルサーラ・ディ・プーリア（イタリア語: Orsara di Puglia）は、イタリア共和国プッリャ州フォッジャ県にある、人口約2,700人の基礎自治体（コムーネ）。

## 地理

### 位置・広がり

#### 隣接コムーネ
隣接するコムーネは以下の通り。括弧内のAVはアヴェッリーノ県（カンパニア州）所属を示す。
- ボヴィーノ
- カステッルッチョ・デイ・サウリ
- チェッレ・ディ・サン・ヴィート
- ファエート
- グレーチ (AV)
- モンタグート (AV)
- パンニ
- トローイア

## 行政

### 分離集落
オルサーラ・ディ・プーリアには、以下の分離集落（フラツィオーネ）がある。
- Giardinetto, Ischia, Monte Maggiore, Torre Guevara, Cervellino

## 文化・観光
「スローシティ」加盟都市である。